# Geda (socken i Kina)
Geda (kinesiska: 格达, 格达乡) är en socken i Kina. Den ligger i den autonoma regionen Tibet, i den sydvästra delen av landet, omkring 78 kilometer väster om regionhuvudstaden Lhasa. Antalet invånare är 4 301. Befolkningen består av 2 168 kvinnor och 2 133 män. Barn under 15 år utgör 27,0 %, vuxna 15-64 år 67 %, och äldre över 65 år 4,0 %.
Genomsnittlig årsnederbörd är 727 millimeter. Den regnigaste månaden är juli, med i genomsnitt 231 mm nederbörd, och den torraste är november, med 2 mm nederbörd.